# Pseudostixis densepunctata
Pseudostixis densepunctata là một loài bọ cánh cứng trong họ Cerambycidae.